# BAFTA a la millor pel·lícula
El BAFTA a la millor pel·lícula (BAFTA Award for Best Film) és un dels premis BAFTA atorgats per la British Academy of Film and Television Arts (BAFTA) en una cerimònia anual des de 1949, en reconeixement de la millors pel·lícules. Fins al 1969 es va anomenar BAFTA a la millor pel·lícula de qualsevol procedència (BAFTA Award for Best Film From Any Source).
Poden ser nominades a aquesta categoria les pel·lícules de qualsevol país, tot i que les britàniques també estan reconegudes en la categoria BAFTA a la millor pel·lícula britànica i, des de 1983, les que són en llengua estrangera en el BAFTA a la millor pel·lícula en llengua no anglesa. Hi ha hagut diverses ocasions en què una pel·lícula ha estat nominada en dues d'aquestes categories.

## Guanyadors i nominats
Els anys indicats són aquells en què es va celebrar la cerimònia, que té lloc l'any següent de l'estrena de les pel·lícules en qüestió.

### Dècada del 1940
| Any         | Pel·lícula                                                       | Direcció            | Producció                         | País         |
| ----------- | ---------------------------------------------------------------- | ------------------- | --------------------------------- | ------------ |
| 1949 (1947) | Els millors anys de la nostra vida (The Best Years of Our Lives) | William Wyler       | Samuel Goldwyn                    | Estats Units |
| 1949 (1948) | Hamlet                                                           | Laurence Olivier    | Laurence Olivier                  | Regne Unit   |
| 1949 (1948) | Foc creuat (Crossfire)                                           | Edward Dmytryk      | Adrian Scott                      | Estats Units |
| 1949 (1948) | L'ídol caigut (The Fallen Idol)                                  | Carol Reed          | Carol Reed                        | Regne Unit   |
| 1949 (1948) | Monsieur Vincent                                                 | Maurice Cloche      | Vescomte George de la Grandiere   | França       |
| 1949 (1948) | The Naked City                                                   | Jules Dassin        | Mark Hellinger                    | Estats Units |
| 1949 (1948) | Paisà                                                            | Roberto Rossellini  | Rod E. Geiger, Roberto Rossellini | Itàlia       |
| 1949 (1948) | 4 passi fra le nuvole                                            | Alessandro Blasetti | Giuseppe Amato                    | Itàlia       |

### Dècada del 1950
| Any  | Pel·lícula                                                     | Direcció                             | Producció                                       | País                 |
| ---- | -------------------------------------------------------------- | ------------------------------------ | ----------------------------------------------- | -------------------- |
| 1950 | El lladre de bicicletes (Ladri di biciclette)                  | Vittorio De Sica                     | Giuseppe Amato                                  | Itàlia               |
| 1950 | Berliner Ballade                                               | R.A. Stemmle                         | Alf Teichs                                      | Alemanya             |
| 1950 | Ostatni etap                                                   | Wanda Jakubowska                     | Wanda Jakubowska, Gerda Schneider               | Polònia              |
| 1950 | Combat trucat (The Set-Up)                                     | Robert Wise                          | Richard Goldstone                               | Estats Units         |
| 1950 | El tercer home (The Third Man)                                 | Carol Reed                           | Carol Reed                                      | Regne Unit           |
| 1950 | El tresor de Sierra Madre (The Treasure of the Sierra Madre)   | John Huston                          | Henry Blanke                                    | Estats Units         |
| 1950 | The Window                                                     | Ted Tetzlaff                         | Frederic Ullman Jr.                             | Estats Units         |
| 1951 | Tot sobre Eva (All About Eve)                                  | Joseph L. Mankiewicz                 | Darryl F. Zanuck                                | Estats Units         |
| 1951 | La jungla d'asfalt (The Asphalt Jungle)                        | John Huston                          | Arthur Hornblow, Jr.                            | Estats Units         |
| 1951 | La Beauté du diable                                            | René Clair                           | Salvo D'Angelo                                  | França               |
| 1951 | Intruder in the Dust                                           | Clarence Brown                       | Clarence Brown                                  | Estats Units         |
| 1951 | The Men                                                        | Fred Zinnemann                       | Stanley Kramer                                  | Estats Units         |
| 1951 | Un dia a Nova York (On the Town)                               | Stanley Donen, Gene Kelly            | Arthur Freed                                    | Estats Units         |
| 1951 | Orphée                                                         | Jean Cocteau                         | André Paulvé                                    | França               |
| 1952 | La ronda (La Ronde)                                            | Max Ophüls                           | Ralph Baum, Sacha Gordine                       | França               |
| 1952 | Un americà a París (An American in Paris)                      | Vincente Minnelli                    | Arthur Freed                                    | Estats Units         |
| 1952 | La versió Browning (The Browning Version)                      | Anthony Asquith                      | Teddy Baird                                     | Regne Unit           |
| 1952 | La història d'un detectiu (Detective Story)                    | William Wyler                        | William Wyler                                   | Estats Units         |
| 1952 | Domenica d'agosto                                              | Luciano Emmer                        | Sergio Amidei                                   | Itàlia               |
| 1952 | Fourteen Hours                                                 | Henry Hathaway                       | Sol C. Siegel                                   | Estats Units         |
| 1952 | Fröken Julie                                                   | Alf Sjöberg                          | Rune Waldekranz                                 | Suècia               |
| 1952 | The Lavender Hill Mob                                          | Charles Crichton                     | Michael Balcon                                  | Regne Unit           |
| 1952 | The Magic Box                                                  | John Boulting                        | Ronald Neame                                    | Regne Unit           |
| 1952 | The Magic Garden                                               | Donald Swanson                       | Donald Swanson                                  | Regne Unit           |
| 1952 | L'home del vestit blanc (The Man in the White Suit)            | Alexander Mackendrick                | Michael Balcon                                  | Regne Unit           |
| 1952 | No Resting Place                                               | Paul Rotha                           | Colin Lesslie                                   | Regne Unit           |
| 1952 | The Red Badge of Courage                                       | John Huston                          | Gottfried Reinhardt                             | Estats Units         |
| 1952 | Never Take No for an Answer                                    | Maurice Cloche, Ralph Smart          | Anthony Havelock-Allan                          | Regne Unit           |
| 1952 | The Sound of Fury                                              | Cyril Endfield                       | Robert Stillman                                 | Estats Units         |
| 1952 | Una passejada al sol (A Walk in the Sun)                       | Lewis Milestone                      | Lewis Milestone                                 | Estats Units         |
| 1952 | White Corridors                                                | Pat Jackson                          | John Croydon, Joseph Janni                      | Regne Unit           |
| 1952 | Édouard et Caroline                                            | Jacques Becker                       | Raymond Borderie                                | França               |
| 1953 | The Sound Barrier                                              | David Lean                           | David Lean                                      | Regne Unit           |
| 1953 | La reina d'Àfrica (The African Queen)                          | John Huston                          | Sam Spiegel                                     | Estats Units         |
| 1953 | Angels One Five                                                | George More O'Ferrall                | John W. Gossage, Derek N. Twist                 | Regne Unit           |
| 1953 | The Boy Kumasenu                                               | Sean Graham                          | Sean Graham, John Wyllie                        | Gold Coast           |
| 1953 | Carrie                                                         | William Wyler                        | William Wyler                                   | Estats Units         |
| 1953 | Casque d'or                                                    | Jacques Becker                       | Raymond Hakim, Robert Hakim                     | França               |
| 1953 | Cry, the Beloved Country                                       | Zoltán Korda                         | Zoltán Korda, Alan Paton                        | Regne Unit           |
| 1953 | La mort d'un viatjant (Death of a Salesman)                    | László Benedek                       | Stanley Kramer                                  | Estats Units         |
| 1953 | Limelight                                                      | Charles Chaplin                      | Charles Chaplin                                 | Estats Units         |
| 1953 | Mandy                                                          | Alexander Mackendrick, Fred F. Sears | Michael Balcon, Leslie Norman                   | Regne Unit           |
| 1953 | Miracle a Milà (Miracolo a Milano)                             | Vittorio De Sica                     | Vittorio De Sica                                | Itàlia               |
| 1953 | Los olvidados                                                  | Luis Buñuel                          | Óscar Dancigers, Sergio Kogan, Jaime A. Menasce | Mèxic                |
| 1953 | Outcast of the Islands                                         | Carol Reed                           | Carol Reed                                      | Regne Unit           |
| 1953 | Rashōmon                                                       | Akira Kurosawa                       | Minoru Jingo                                    | Japó                 |
| 1953 | The River                                                      | Jean Renoir                          | Kenneth McEldowney, Jean Renoir                 | Regne Unit           |
| 1953 | Cantant sota la pluja (Singin' in the Rain)                    | Stanley Donen, Gene Kelly            | Arthur Freed                                    | Estats Units         |
| 1953 | A Streetcar Named Desire                                       | Elia Kazan                           | Charles K. Feldman                              | Estats Units         |
| 1953 | Viva Zapata!                                                   | Elia Kazan                           | Darryl F. Zanuck                                | Estats Units         |
| 1954 | Jocs prohibits (Jeux interdits)                                | René Clément                         | Robert Dorfmann                                 | França               |
| 1954 | Captius del mal (The Bad and the Beautiful)                    | Vincente Minnelli                    | John Houseman                                   | Estats Units         |
| 1954 | Come Back, Little Sheba                                        | Daniel Mann                          | Hal B. Wallis                                   | Estats Units         |
| 1954 | The Cruel Sea                                                  | Charles Frend                        | Leslie Norman                                   | Regne Unit           |
| 1954 | Due soldi di speranza                                          | Renato Castellani                    | Sandro Ghenzi                                   | Itàlia               |
| 1954 | D'aquí a l'eternitat (From Here to Eternity)                   | Fred Zinnemann                       | Milo Adler-Gillies                              | Estats Units         |
| 1954 | La Geneviève (Genevieve)                                       | Henry Cornelius                      | Henry Cornelius                                 | Regne Unit           |
| 1954 | The Heart of the Matter                                        | George More O'Ferrall                | Ian Dalrymple                                   | Regne Unit           |
| 1954 | Julius Caesar                                                  | Joseph L. Mankiewicz                 | John Houseman                                   | Estats Units         |
| 1954 | The Kidnappers                                                 | Philip Leacock                       | Sergei Nolbandov, Leslie Parkyn                 | Regne Unit           |
| 1954 | Lilí (Lili)                                                    | Charles Walters                      | Edwin H. Knopf                                  | Estats Units         |
| 1954 | Il medium                                                      | Gian Carlo Menotti                   | Walther Lowendahl                               | Itàlia               |
| 1954 | Mogambo                                                        | John Ford                            | Sam Zimbalist                                   | Estats Units         |
| 1954 | Moulin Rouge                                                   | John Huston                          | John and James Woolf                            | Regne Unit           |
| 1954 | Nous sommes tous des assassins                                 | André Cayatte                        | François Carron                                 | França               |
| 1954 | Don Camillo                                                    | Julien Duvivier                      | Giuseppe Amato                                  | França, Itàlia       |
| 1954 | Vacances a Roma (Roman Holiday)                                | William Wyler                        | William Wyler                                   | Estats Units         |
| 1954 | Arrels profundes (Shane)                                       | George Stevens                       | George Stevens                                  | Estats Units         |
| 1954 | The Sun Shines Bright                                          | John Ford                            | Merian C. Cooper, John Ford                     | Estats Units         |
| 1955 | Le Salaire de la peur                                          | Henri-Georges Clouzot                | Raymond Borderie                                | França               |
| 1955 | El motí del Caine (The Caine Mutiny)                           | Edward Dmytryk                       | Stanley Kramer                                  | Estats Units         |
| 1955 | Carrington V.C.                                                | Anthony Asquith                      | Teddy Baird                                     | Regne Unit           |
| 1955 | The Divided Heart                                              | Charles Crichton                     | Michael Truman                                  | Regne Unit           |
| 1955 | Doctor in the House                                            | Ralph Thomas                         | Betty E. Box                                    | Regne Unit           |
| 1955 | Executive Suite                                                | Robert Wise                          | John Houseman                                   | Estats Units         |
| 1955 | For Better, for Worse                                          | J. Lee Thompson                      | Kenneth Harper                                  | Regne Unit           |
| 1955 | Hobson's Choice                                                | David Lean                           | David Lean                                      | Regne Unit           |
| 1955 | How to Marry a Millionaire                                     | Jean Negulesco                       | Nunnally Johnson                                | Estats Units         |
| 1955 | Jigokumon                                                      | Teinosuke Kinugasa                   | Masaichi Nagata                                 | Japó                 |
| 1955 | The Maggie                                                     | Alexander Mackendrick                | Michael Truman                                  | Regne Unit           |
| 1955 | The Moon Is Blue                                               | Otto Preminger                       | Otto Preminger                                  | Estats Units         |
| 1955 | La llei del silenci (On the Waterfront)                        | Elia Kazan                           | Sam Spiegel                                     | Estats Units         |
| 1955 | Pane, amore e fantasia                                         | Luigi Comencini                      | Marcello Girosi                                 | Itàlia               |
| 1955 | La plana encesa (The Purple Plain)                             | Robert Parrish                       | John Bryan                                      | Regne Unit           |
| 1955 | La finestra indiscreta (Rear Window)                           | Alfred Hitchcock                     | Alfred Hitchcock                                | Estats Units         |
| 1955 | Riot in Cell Block 11                                          | Don Siegel                           | Walter Wanger                                   | Estats Units         |
| 1955 | Robinson Crusoe                                                | Luis Buñuel                          | Óscar Dancigers, Henry F. Ehrlich               | Mèxic                |
| 1955 | Romeo and Juliet                                               | Renato Castellani                    | Sandro Ghenzi, Joseph Janni                     | Regne Unit           |
| 1955 | Set núvies per a set germans (Seven Brides for Seven Brothers) | Stanley Donen                        | Jack Cummings                                   | Estats Units         |
| 1956 | Ricard III (Richard III)                                       | Laurence Olivier                     | Laurence Olivier                                | Regne Unit           |
| 1956 | Conspiració de silenci (Bad Day at Black Rock)                 | John Sturges                         | Dore Schary                                     | Estats Units         |
| 1956 | Carmen Jones                                                   | Otto Preminger                       | Otto Preminger                                  | Estats Units         |
| 1956 | The Colditz Story                                              | Guy Hamilton                         | Ivan Foxwell                                    | Regne Unit           |
| 1956 | The Dam Busters                                                | Michael Anderson                     | Robert Clark, W. A. Whittaker                   | Regne Unit           |
| 1956 | A l'est de l'edèn (East of Eden)                               | Elia Kazan                           | Elia Kazan                                      | Estats Units         |
| 1956 | El quintet de la mort (The Ladykillers)                        | Alexander Mackendrick                | Seth Holt, Michael Balcon                       | Regne Unit           |
| 1956 | Marty                                                          | Delbert Mann                         | Harold Hecht                                    | Estats Units         |
| 1956 | The Night My Number Came Up                                    | Leslie Norman                        | Michael Balcon                                  | Regne Unit           |
| 1956 | The Prisoner                                                   | Peter Glenville                      | Vivian Cox                                      | Regne Unit           |
| 1956 | Shichinin no Samurai                                           | Akira Kurosawa                       | Sojiro Motoki                                   | Japó                 |
| 1956 | Simba                                                          | Brian Desmond Hurst                  | Peter De Sarigny                                | Regne Unit           |
| 1956 | La strada                                                      | Federico Fellini                     | Dino De Laurentiis, Carlo Ponti                 | Itàlia               |
| 1956 | Bogeries d'estiu (Summertime)                                  | David Lean                           | Ilya Lopert                                     | Itàlia, Estats Units |
| 1957 | Gervaise                                                       | René Clément                         | Annie Dorfmann                                  | França               |
| 1957 | Amici per la pelle                                             | Franco Rossi                         | Carlo Civallero                                 | Itàlia               |
| 1957 | Baby Doll                                                      | Elia Kazan                           | Elia Kazan, Tennessee Williams                  | Estats Units         |
| 1957 | La batalla del Riu de la Plata (The Battle of the River Plate) | Michael Powell, Emeric Pressburger   | Michael Powell, Emeric Pressburger              | Regne Unit           |
| 1957 | Le Défroqué                                                    | Léo Joannon                          | Alain Poiré, Roger Ribadeau-Dumas               | França               |
| 1957 | Ells i elles (Guys and Dolls)                                  | Joseph L. Mankiewicz                 | Samuel Goldwyn                                  | Estats Units         |
| 1957 | Atracament perfecte (The Killing)                              | Stanley Kubrick                      | James B. Harris                                 | Estats Units         |
| 1957 | The Man Who Never Was                                          | Ronald Neame                         | André Hakim                                     | Regne Unit           |
| 1957 | L'home del braç d'or (The Man with the Golden Arm)             | Otto Preminger                       | Otto Preminger                                  | Estats Units         |
| 1957 | Pícnic (Picnic)                                                | Joshua Logan                         | Fred Kohlmar                                    | Estats Units         |
| 1957 | The Grasshopper                                                | Samson Samsonov                      | Tatyana Berezantseva, Anatoliy Bobrovskiy       | Unió Soviètica       |
| 1957 | Reach for the Sky                                              | Lewis Gilbert                        | Daniel M. Angel                                 | Regne Unit           |
| 1957 | Rebel sense causa (Rebel Without a Cause)                      | Nicholas Ray                         | David Weisbart                                  | Estats Units         |
| 1957 | Cień                                                           | Jerzy Kawalerowicz                   |                                                 | Polònia              |
| 1957 | Somriures d'una nit d'estiu (Sommarnattens leende)             | Ingmar Bergman                       | Allan Ekelund                                   | Suècia               |
| 1957 | A Town Like Alice                                              | Jack Lee                             | Joseph Janni                                    | Regne Unit           |
| 1957 | The Trouble with Harry                                         | Alfred Hitchcock                     | Alfred Hitchcock                                | Estats Units         |
| 1957 | Guerra i pau (War and Peace)                                   | King Vidor                           | Dino De Laurentiis                              | Itàlia, Estats Units |
| 1957 | Yield to the Night                                             | J. Lee Thompson                      | Kenneth Harper                                  | Regne Unit           |
| 1958 | El pont del riu Kwai (The Bridge on the River Kwai)            | David Lean                           | Sam Spiegel                                     | Regne Unit           |
| 1958 | Dotze homes sense pietat (12 Angry Men)                        | Sidney Lumet                         | Henry Fonda, Reginald Rose                      | Estats Units         |
| 1958 | El tren de les 3:10 (3:10 to Yuma)                             | Delmer Daves                         | David Heilweil                                  | Estats Units         |
| 1958 | La nit dels marits (The Bachelor Party)                        | Delbert Mann                         | Harold Hecht                                    | Estats Units         |
| 1958 | Celui qui doit mourir                                          | Jules Dassin                         | Henri Bérard                                    | Itàlia, França       |
| 1958 | Edge of the City                                               | Martin Ritt                          | David Susskind                                  | Estats Units         |
| 1958 | Heaven Knows, Mr. Allison                                      | John Huston                          | Buddy Adler, Eugene Frenke                      | Estats Units         |
| 1958 | Pather Panchali                                                | Satyajit Ray                         | Govern de West Bengal                           | Índia                |
| 1958 | Camins de glòria (Paths of Glory)                              | Stanley Kubrick                      | Kirk Douglas, James B. Harris, Stanley Kubrick  | Estats Units         |
| 1958 | Porta dels lilàs (Porte des Lilas)                             | René Clair                           | René Clair                                      | França, Itàlia       |
| 1958 | El príncep i la corista (The Prince and the Showgirl)          | Laurence Olivier                     | Laurence Olivier                                | Regne Unit           |
| 1958 | The Shiralee                                                   | Leslie Norman                        | Michael Balcon, Jack Rix                        | Regne Unit           |
| 1958 | That Night!                                                    | John Newland                         | Himan Brown                                     | Estats Units         |
| 1958 | The Tin Star                                                   | Anthony Mann                         | William Perlberg, George Seaton                 | Estats Units         |
| 1958 | Un condamné à mort s'est échappé                               | Robert Bresson                       | Alain Poiré, Jean Thuillier                     | França               |
| 1958 | Windom's Way                                                   | Ronald Neame                         | John Bryan                                      | Regne Unit           |
| 1959 | Un lloc a dalt de tot (Room at the Top)                        | Jack Clayton                         | James Woolf, John Woolf                         | Regne Unit           |
| 1959 | Aparajito                                                      | Satyajit Ray                         | Satyajit Ray                                    | Índia                |
| 1959 | La gata sobre la teulada de zinc (Cat on a Hot Tin Roof)       | Richard Brooks                       | Lawrence Weingarten                             | Estats Units         |
| 1959 | Fugitius (The Defiant Ones)                                    | Stanley Kramer                       | Stanley Kramer                                  | Estats Units         |
| 1959 | Ice Cold in Alex                                               | J. Lee Thompson                      | W.A. Whittaker                                  | Regne Unit           |
| 1959 | Indiscreta (Indiscreet)                                        | Stanley Donen                        | Stanley Donen                                   | Regne Unit           |
| 1959 | Letiat juravlí                                                 | Mikhaïl Kalatozov                    | Mikhaïl Kalatozov                               | Unió Soviètica       |
| 1959 | No Down Payment                                                | Martin Ritt                          | Jerry Wald                                      | Estats Units         |
| 1959 | Les nits de la Cabiria (Le notti di Cabiria)                   | Federico Fellini                     | Dino De Laurentiis                              | Itàlia               |
| 1959 | Orders to Kill                                                 | Anthony Asquith                      | Anthony Havelock-Allan                          | Regne Unit           |
| 1959 | Sea of Sand                                                    | Guy Green                            | Robert S. Baker, Monty Berman                   | Regne Unit           |
| 1959 | The Sheepman                                                   | George Marshall                      | Edmund Grainger                                 | Estats Units         |
| 1959 | Maduixes silvestres (Smultronstället)                          | Ingmar Bergman                       | Allan Ekelund                                   | Suècia               |
| 1959 | El ball dels maleïts (The Young Lions)                         | Edward Dmytryk                       | Al Lichtman                                     | Estats Units         |

### Dècada del 1960
| Any  | Pel·lícula                                                                                | Direcció                    | Producció                                                                      | País                              |
| ---- | ----------------------------------------------------------------------------------------- | --------------------------- | ------------------------------------------------------------------------------ | --------------------------------- |
| 1960 | Ben Hur (Ben-Hur)                                                                         | William Wyler               | Sam Zimbalist                                                                  | Estats Units                      |
| 1960 | Anatomia d'un assassinat (Anatomy of a Murder)                                            | Otto Preminger              | Otto Preminger                                                                 | Estats Units                      |
| 1960 | Ansiktet                                                                                  | Ingmar Bergman              | Allan Ekelund                                                                  | Suècia                            |
| 1960 | Grans horitzons (The Big Country)                                                         | William Wyler               | Gregory Peck, William Wyler                                                    | Estats Units                      |
| 1960 | Compulsion                                                                                | Richard Fleischer           | Richard D. Zanuck                                                              | Estats Units                      |
| 1960 | Gigí (Gigi)                                                                               | Vincente Minnelli           | Arthur Freed                                                                   | Estats Units                      |
| 1960 | Look Back in Anger                                                                        | Tony Richardson             | Harry Saltzman                                                                 | Regne Unit                        |
| 1960 | Maigret Lays a Trap                                                                       | Jean Delannoy               | Jean-Paul Guibert                                                              | França                            |
| 1960 | L'Índia en flames (Northwest Frontier)                                                    | J. Lee Thompson             | Marcel Hellman                                                                 | Regne Unit                        |
| 1960 | Història d'una monja (The Nun's Story)                                                    | Fred Zinnemann              | Henry Blanke                                                                   | Estats Units                      |
| 1960 | Popiół i diament                                                                          | Andrzej Wajda               |                                                                                | Polònia                           |
| 1960 | Sapphire                                                                                  | Basil Dearden               | Michael Relph                                                                  | Regne Unit                        |
| 1960 | Ningú no és perfecte (Some Like it Hot)                                                   | Billy Wilder                | Billy Wilder                                                                   | Estats Units                      |
| 1960 | La badia del tigre (Tiger Bay)                                                            | J. Lee Thompson             | John Hawkesworth, Leslie Parkyn, Julian Wintle                                 | Regne Unit                        |
| 1960 | Yesterday's Enemy                                                                         | Val Guest                   | Michael Carreras                                                               | Regne Unit                        |
| 1961 | L'apartament (The Apartment)                                                              | Billy Wilder                | Billy Wilder                                                                   | Estats Units                      |
| 1961 | The Angry Silence                                                                         | Guy Green                   | Richard Attenborough, Bryan Forbes                                             | Regne Unit                        |
| 1961 | L'avventura                                                                               | Michelangelo Antonioni      | Cino Del Duca, Raymond Hakim, Robert Hakim, Amato Pennasilico, Luciano Perugia | Itàlia, França                    |
| 1961 | La dolce vita                                                                             | Federico Fellini            | Giuseppe Amato, Angelo Rizzoli                                                 | Itàlia, França                    |
| 1961 | Elmer Gantry                                                                              | Richard Brooks              | Bernard Smith                                                                  | Estats Units                      |
| 1961 | Hiroshima mon amour                                                                       | Alain Resnais               | Anatole Dauman, Samy Halfon                                                    | França, Japó                      |
| 1961 | L'herència del vent (Inherit the Wind)                                                    | Stanley Kramer              | Stanley Kramer                                                                 | Estats Units                      |
| 1961 | El multimilionari (Let's Make Love)                                                       | George Cukor                | Jerry Wald                                                                     | Estats Units                      |
| 1961 | Orfeu negre (Orfeu Negro)                                                                 | Marcel Camus                | Sacha Gordine                                                                  | França, Itàlia, Brasil            |
| 1961 | Poté tin kyriaki                                                                          | Jules Dassin                | Jules Dassin                                                                   | Grècia                            |
| 1961 | Les Quatre Cents Coups                                                                    | François Truffaut           | François Truffaut                                                              | França                            |
| 1961 | Saturday Night and Sunday Morning                                                         | Karel Reisz                 | Tony Richardson                                                                | Regne Unit                        |
| 1961 | Ombres (Shadows)                                                                          | John Cassavetes             | Maurice McEndree                                                               | Estats Units                      |
| 1961 | Espàrtac (Spartacus)                                                                      | Stanley Kubrick             | Edward Lewis                                                                   | Estats Units                      |
| 1961 | El testament d'Orfeu (Le Testament d'Orphée)                                              | Jean Cocteau                | Jean Thuillier                                                                 | França                            |
| 1961 | The Trials of Oscar Wilde                                                                 | Ken Hughes                  | Irving Allen, Albert R. Broccoli, Harold Huth                                  | Regne Unit                        |
| 1961 | Tunes of Glory                                                                            | Ronald Neame                | Colin Lesslie                                                                  | Regne Unit                        |
| 1962 | Bal·lada o soldate (Баллада o сoлдате)                                                    | Grigori Chukhrai            | M. Chernova                                                                    | Unió Soviètica                    |
| 1962 | El vividor (The Hustler)                                                                  | Robert Rossen               | Robert Rossen                                                                  | Estats Units                      |
| 1962 | Apur Sansar                                                                               | Satyajit Ray                | Satyajit Ray                                                                   | Índia                             |
| 1962 | The Innocents                                                                             | Jack Clayton                | Jack Clayton                                                                   | Regne Unit                        |
| 1962 | Els judicis de Nuremberg (Judgment at Nuremberg)                                          | Stanley Kramer              | Stanley Kramer                                                                 | Estats Units                      |
| 1962 | The Long and the Curt and the Tall                                                        | Leslie Norman               | Michael Balcon                                                                 | Regne Unit                        |
| 1962 | Rocco e i suoi fratelli                                                                   | Luchino Visconti            | Goffredo Lombardo                                                              | Itàlia                            |
| 1962 | Tres vides errants (The Sundowners)                                                       | Fred Zinnemann              | Gerry Blatner                                                                  | Regne Unit                        |
| 1962 | A Taste of Honey                                                                          | Tony Richardson             | Tony Richardson                                                                | Regne Unit                        |
| 1962 | Le Trou                                                                                   | Jacques Becker              | Serge Silberman                                                                | França                            |
| 1962 | Whistle Down the Wind                                                                     | Bryan Forbes                | Richard Attenborough                                                           | Regne Unit                        |
| 1963 | Lawrence d'Aràbia (Lawrence of Arabia)                                                    | David Lean                  | Sam Spiegel                                                                    | Regne Unit                        |
| 1963 | L'Année dernière à Marienbad                                                              | Alain Resnais               | Pierre Courau, Raymond Froment                                                 | França, Itàlia                    |
| 1963 | La fragata infernal (Billy Budd)                                                          | Peter Ustinov               | Peter Ustinov                                                                  | Regne Unit                        |
| 1963 | Le Caporal épinglé                                                                        | Jean Renoir                 | Adry De Carbuccia, Roland Girard                                               | França                            |
| 1963 | The Lady with the Dog                                                                     | Iosif Kheifits              |                                                                                | Unió Soviètica                    |
| 1963 | The Naked Island                                                                          | Kaneto Shindo               | Kaneto Shindo i Matsuura Eisaku                                                | Japó                              |
| 1963 | Jules et Jim                                                                              | François Truffaut           | Marcel Berbert i François Truffaut                                             | França                            |
| 1963 | A Kind of Loving                                                                          | John Schlesinger            | Joseph Janni                                                                   | Regne Unit                        |
| 1963 | L'habitació en forma d'ela (The L-Shaped Room)                                            | Bryan Forbes                | Richard Attenborough, James Woolf                                              | Regne Unit                        |
| 1963 | Lola                                                                                      | Jacques Demy                | Georges de Beauregard, Carlo Ponti                                             | França, Itàlia                    |
| 1963 | El missatger de la por (The Manchurian Candidate)                                         | John Frankenheimer          | George Axelrod, John Frankenheimer                                             | Estats Units                      |
| 1963 | El miracle d'Anna Sullivan (The Miracle Worker)                                           | Arthur Penn                 | Fred Coe                                                                       | Estats Units                      |
| 1963 | Only Two Can Play                                                                         | Sidney Gilliat              | Leslie Gilliat                                                                 | Regne Unit                        |
| 1963 | Fedra (Φαίδρα / Phaedra)                                                                  | Jules Dassin                | Jules Dassin                                                                   | Grècia                            |
| 1963 | Såsom i en spegel                                                                         | Ingmar Bergman              | Allan Ekelund                                                                  | Suècia                            |
| 1963 | Tu ne tueras point                                                                        | Claude Autant-Lara          | Moris Ergas                                                                    | Itàlia, Iugoslàvia, Liechtenstein |
| 1963 | Una absència tan llarga                                                                   | Henri Colpi                 | Alberto Barsanti, Claude Jaeger i Jacques Nahum                                | França, Itàlia                    |
| 1963 | West Side Story                                                                           | Jerome Robbins, Robert Wise | Robert Wise                                                                    | Estats Units                      |
| 1964 | Tom Jones                                                                                 | Tony Richardson             | Tony Richardson                                                                | Regne Unit                        |
| 1964 | Fellini 8 ½ (8½)                                                                          | Federico Fellini            | Angelo Rizzoli                                                                 | Itàlia                            |
| 1964 | Billy Liar                                                                                | John Schlesinger            | Joseph Janni                                                                   | Regne Unit                        |
| 1964 | David and Lisa                                                                            | Frank Perry                 | Paul M. Heller                                                                 | Estats Units                      |
| 1964 | Dies de vi i roses (Days of Wine and Roses)                                               | Blake Edwards               | Martin Manulis                                                                 | Estats Units                      |
| 1964 | Divorci a la italiana (Divorce, Italian Style)                                            | Pietro Germi                | Franco Cristaldi                                                               | Itàlia                            |
| 1964 | Hud                                                                                       | Martin Ritt                 | Irving Ravetch, Martin Ritt                                                    | Estats Units                      |
| 1964 | Nóż w wodzie                                                                              | Roman Polanski              | Stanislaw Zylewicz                                                             | Polònia                           |
| 1964 | The Four Days of Naples                                                                   | Nanni Loy                   | Goffredo Lombardo                                                              | Itàlia                            |
| 1964 | El servent (The Servant)                                                                  | Joseph Losey                | Joseph Losey, Norman Priggen                                                   | Regne Unit                        |
| 1964 | This Sporting Life                                                                        | Lindsay Anderson            | Karel Reisz                                                                    | Regne Unit                        |
| 1964 | To Kill a Mockingbird                                                                     | Robert Mulligan             | Alan J. Pakula                                                                 | Estats Units                      |
| 1965 | Doctor Strangelove (Dr. Strangelove or: How I Learned to Stop Worrying and Love the Bomb) | Stanley Kubrick             | Stanley Kubrick                                                                | Regne Unit                        |
| 1965 | Becket                                                                                    | Peter Glenville             | Hal B. Wallis                                                                  | Regne Unit                        |
| 1965 | The Pumpkin Eater                                                                         | Jack Clayton                | James Woolf                                                                    | Regne Unit                        |
| 1965 | The Train                                                                                 | John Frankenheimer          | Jules Bricken                                                                  | Regne Unit                        |
| 1966 | My Fair Lady                                                                              | George Cukor                | Jack L. Warner                                                                 | Estats Units                      |
| 1966 | Zorba the Greek                                                                           | Michael Cacoyannis          | Michael Cacoyannis                                                             | Grècia, Estats Units              |
| 1966 | Hamlet (Gàmlet)                                                                           | Grigori Kozintsev           |                                                                                | Unió Soviètica                    |
| 1966 | The Hill                                                                                  | Sidney Lumet                | Kenneth Hyman                                                                  | Regne Unit                        |
| 1966 | El knack (The Knack... and How to Get It)                                                 | Richard Lester              | Oscar Lewenstein                                                               | Regne Unit                        |
| 1967 | Qui té por de Virginia Woolf? (Who's Afraid of Virginia Woolf?)                           | Mike Nichols                | Ernest Lehman                                                                  | Estats Units                      |
| 1967 | Doctor Jivago (Doctor Zhivago)                                                            | David Lean                  | David Lean, Carlo Ponti                                                        | Estats Units                      |
| 1967 | Morgan – A Suitable Case for Treatment                                                    | Karel Reisz                 | Leon Clore                                                                     | Regne Unit                        |
| 1967 | The Spy Who Came in from the Cold                                                         | Martin Ritt                 | Martin Ritt                                                                    | Regne Unit                        |
| 1968 | Un home per a l'eternitat (A Man for All Seasons)                                         | Fred Zinnemann              | Fred Zinnemann                                                                 | Regne Unit                        |
| 1968 | Bonnie i Clyde (Bonnie and Clyde)                                                         | Arthur Penn                 | Warren Beatty                                                                  | Estats Units                      |
| 1968 | En la calor de la nit (In the Heat of the Night)                                          | Norman Jewison              | Walter Mirisch                                                                 | Estats Units                      |
| 1968 | Un homme et une femme                                                                     | Claude Lelouch              | Claude Lelouch                                                                 | França                            |
| 1969 | El graduat (The Graduate)                                                                 | Mike Nichols                | Mike Nichols                                                                   | Estats Units                      |
| 1969 | 2001: una odissea de l'espai (2001: A Space Odyssey)                                      | Stanley Kubrick             | Stanley Kubrick                                                                | Regne Unit, Estats Units          |
| 1969 | Oliver!                                                                                   | Carol Reed                  | John Woolf                                                                     | Regne Unit                        |
| 1969 | Ostře sledované vlaky                                                                     | Jirí Menzel                 | Zdenek Oves                                                                    | Txecoslovàquia                    |

### Dècada del 1970
| Any  | Pel·lícula                                                                   | Direcció             | Producció                                  | País                     |
| ---- | ---------------------------------------------------------------------------- | -------------------- | ------------------------------------------ | ------------------------ |
| 1970 | Cowboy de mitjanit (Midnight Cowboy)                                         | John Schlesinger     | Jerome Hellman                             | Estats Units             |
| 1970 | Oh! What a Lovely War                                                        | Richard Attenborough | Richard Attenborough, Brian Duffy          | Regne Unit               |
| 1970 | Dones enamorades (Women in Love)                                             | Ken Russell          | Larry Kramer                               | Regne Unit               |
| 1970 | Z                                                                            | Costa-Gavras         |                                            | França                   |
| 1971 | Butch Cassidy and the Sundance Kid                                           | George Roy Hill      | John Foreman                               | Estats Units             |
| 1971 | Kes                                                                          | Kenneth Loach        | Tony Garnett                               | Regne Unit               |
| 1971 | M*A*S*H                                                                      | Robert Altman        | Ingo Preminger                             | Estats Units             |
| 1971 | La filla de Ryan (Ryan's Daughter)                                           | David Lean           | Anthony Havelock-Allan                     | Regne Unit               |
| 1972 | Diumenge, maleït diumenge (Sunday Bloody Sunday)                             | John Schlesinger     | Joseph Janni                               | Regne Unit               |
| 1972 | El missatger (The Go-Between)                                                | Joseph Losey         | John Heyman, Denis Johnson, Norman Priggen | Regne Unit               |
| 1972 | Morte a Venezia                                                              | Luchino Visconti     | Luchino Visconti                           | Itàlia, França           |
| 1972 | Vull volar (Taking Off)                                                      | Miloš Forman         | Alfred W. Crown                            | Estats Units             |
| 1973 | Cabaret                                                                      | Bob Fosse            | Cy Feuer                                   | Estats Units             |
| 1973 | La taronja mecànica (A Clockwork Orange)                                     | Stanley Kubrick      | Stanley Kubrick                            | Regne Unit               |
| 1973 | French Connection (The French Connection)                                    | William Friedkin     | Philip D'Antoni                            | Estats Units             |
| 1973 | L'última projecció (The Last Picture Show)                                   | Peter Bogdanovich    | Stephen J. Friedman                        | Estats Units             |
| 1974 | La nit americana (La Nuit américaine)                                        | François Truffaut    | Marcel Berbert                             | França, Itàlia           |
| 1974 | El discret encant de la burgesia (Le Charme discret de la bourgeoisie)       | Luis Buñuel          | Serge Silberman                            | França, Itàlia, Espanya  |
| 1974 | Xacal (The Day of the Jackal)                                                | Fred Zinnemann       | John Woolf                                 | Regne Unit, França       |
| 1974 | Amenaça a l'ombra (Don't Look Now / A Venezia... un dicembre rosso shocking) | Nicolas Roeg         | Peter Katz                                 | Itàlia, Regne Unit       |
| 1975 | Lacombe Lucien                                                               | Louis Malle          | Louis Malle i Claude Nedjar                | França, Alemanya, Itàlia |
| 1975 | Chinatown                                                                    | Roman Polanski       | Robert Evans                               | Estats Units             |
| 1975 | The Last Detail                                                              | Hal Ashby            | Gerald Ayres                               | Estats Units             |
| 1975 | Assassinat a l'Orient Express (Murder on the Orient Express)                 | Sidney Lumet         | John Brabourne, Richard B. Goodwin         | Regne Unit               |
| 1976 | Alícia ja no viu aquí (Alice Doesn't Live Here Anymore)                      | Martin Scorsese      | Audrey Maas i David Susskind               | Estats Units             |
| 1976 | Barry Lyndon                                                                 | Stanley Kubrick      | Stanley Kubrick                            | Regne Unit               |
| 1976 | Tarda negra (Dog Day Afternoon)                                              | Sidney Lumet         | Martin Bregman, Martin Elfand              | Estats Units             |
| 1976 | Tauró (Jaws)                                                                 | Steven Spielberg     | David Brown, Richard D. Zanuck             | Estats Units             |
| 1977 | Algú va volar sobre el niu del cucut (One Flew Over the Cuckoo's Nest)       | Miloš Forman         | Michael Douglas i Saul Zaentz              | Estats Units             |
| 1977 | Tots els homes del president (All the President's Men)                       | Alan J. Pakula       | Walter Coblenz                             | Estats Units             |
| 1977 | Bugsy Malone                                                                 | Alan Parker          | Alan Marshall                              | Regne Unit               |
| 1977 | Taxi Driver                                                                  | Martin Scorsese      | Julia Phillips, Michael Phillips           | Estats Units             |
| 1978 | Annie Hall                                                                   | Woody Allen          | Charles H. Joffe i Jack Rollins            | Estats Units             |
| 1978 | Un pont massa llunyà (A Bridge Too Far)                                      | Richard Attenborough | Joseph E. Levine, Richard P. Levine        | Estats Units, Regne Unit |
| 1978 | Network                                                                      | Sidney Lumet         | Howard Gottfried                           | Estats Units             |
| 1978 | Rocky                                                                        | John G. Avildsen     | Robert Chartoff, Irwin Winkler             | Estats Units             |
| 1979 | Julia                                                                        | Fred Zinnemann       | Richard Roth                               | Estats Units             |
| 1979 | Encontres a la tercera fase (Close Encounters of the Third Kind)             | Steven Spielberg     | Julia Phillips, Michael Phillips           | Estats Units, Regne Unit |
| 1979 | L'Exprés de Mitjanit (Midnight Express)                                      | Alan Parker          | Alan Marshall, David Puttnam               | Regne Unit, Estats Units |
| 1979 | La guerra de les galàxies (Star Wars)                                        | George Lucas         | Gary Kurtz                                 | Estats Units             |

### Dècada del 1980
| Any  | Pel·lícula                                                 | Direcció             | Producció                                                     | País                         |
| ---- | ---------------------------------------------------------- | -------------------- | ------------------------------------------------------------- | ---------------------------- |
| 1980 | Manhattan                                                  | Woody Allen          | Charles H. Joffe                                              | Estats Units                 |
| 1980 | Apocalypse Now                                             | Francis Ford Coppola | Francis Ford Coppola                                          | Estats Units                 |
| 1980 | La síndrome de la Xina (The China Syndrome)                | James Bridges        | Michael Douglas                                               | Estats Units                 |
| 1980 | El caçador (The Deer Hunter)                               | Michael Cimino       | Michael Cimino, Michael Deeley, John Peverall, Barry Spikings | Estats Units                 |
| 1981 | L'home elefant (The Elephant Man)                          | David Lynch          | Jonathan Sanger                                               | Regne Unit, Estats Units     |
| 1981 | Being There                                                | Hal Ashby            | Andrew Braunsberg                                             | Estats Units                 |
| 1981 | Kagemusha                                                  | Akira Kurosawa       | Akira Kurosawa                                                | Japó                         |
| 1981 | Kramer contra Kramer (Kramer vs. Kramer)                   | Robert Benton        | Stanley R. Jaffe                                              | Estats Units                 |
| 1982 | Carros de foc (Chariots of Fire)                           | Hugh Hudson          | David Puttnam                                                 | Regne Unit                   |
| 1982 | Atlantic City                                              | Louis Malle          | Denis Héroux, John Kemeny                                     | Estats Units, Canadà, França |
| 1982 | La dona del tinent francès (The French Lieutenant's Woman) | Karel Reisz          | Leon Clore                                                    | Regne Unit                   |
| 1982 | Gregory's Girl                                             | Bill Forsyth         | Davina Belling, Clive Parsons                                 | Regne Unit                   |
| 1982 | A la recerca de l'arca perduda (Raiders of the Lost Ark)   | Steven Spielberg     | Frank Marshall                                                | Estats Units                 |
| 1983 | Gandhi                                                     | Richard Attenborough | Richard Attenborough                                          | Regne Unit, Índia            |
| 1983 | ET, l'extraterrestre (E.T. the Extra-Terrestrial)          | Steven Spielberg     | Kathleen Kennedy, Steven Spielberg                            | Estats Units                 |
| 1983 | Missing                                                    | Costa Gavras         | Edward Lewis, Mildred Lewis                                   | Estats Units                 |
| 1983 | On Golden Pond                                             | Mark Rydell          | Bruce Gilbert                                                 | Estats Units                 |
| 1984 | Educant la Rita (Educating Rita)                           | Lewis Gilbert        | Lewis Gilbert                                                 | Regne Unit                   |
| 1984 | Heat and Dust                                              | James Ivory          | Ismail Merchant                                               | Regne Unit                   |
| 1984 | Un personatge genial (Local Hero)                          | Bill Forsyth         | David Puttnam                                                 | Regne Unit                   |
| 1984 | Tootsie                                                    | Sydney Pollack       | Sydney Pollack, Dick Richards                                 | Estats Units                 |
| 1985 | Els crits del silenci (The Killing Fields)                 | Roland Joffé         | David Puttnam                                                 | Regne Unit                   |
| 1985 | L'ajudant de camerino (The Dresser)                        | Peter Yates          | Ronald Harwood, Peter Yates                                   | Regne Unit                   |
| 1985 | París, Texas (Paris, Texas)                                | Wim Wenders          | Anatole Dauman, Don Guest                                     | França, Alemanya             |
| 1985 | Funció privada (A Private Function)                        | Malcolm Mowbray      | Mark Shivas                                                   | Regne Unit                   |
| 1986 | La rosa porpra del Caire (The Purple Rose of Cairo)        | Woody Allen          | Robert Greenhut i Woody Allen                                 | Estats Units                 |
| 1986 | Amadeus                                                    | Miloš Forman         | Saul Zaentz, Miloš Forman                                     | Estats Units                 |
| 1986 | Retorn al futur (Back to the Future)                       | Robert Zemeckis      | Neil Canton, Bob Gale, Robert Zemeckis                        | Estats Units                 |
| 1986 | Passatge a l'Índia (A Passage to India)                    | David Lean           | John Brabourne, Richard B. Goodwin, David Lean                | Regne Unit, Estats Units     |
| 1986 | L'únic testimoni (Witness)                                 | Peter Weir           | Edward S. Feldman, Peter Weir                                 | Estats Units                 |
| 1987 | Una habitació amb vista (A Room with a View)               | James Ivory          | Ismail Merchant i James Ivory                                 | Regne Unit                   |
| 1987 | Hannah i les seves germanes (Hannah and Her Sisters)       | Woody Allen          | Robert Greenhut, Woody Allen                                  | Estats Units                 |
| 1987 | La missió (The Mission)                                    | Roland Joffé         | Fernando Ghia, David Puttnam, Roland Joffé                    | Regne Unit                   |
| 1987 | Mona Lisa                                                  | Neil Jordan          | Patrick Cassavetti, Stephen Woolley, Neil Jordan              | Regne Unit                   |
| 1988 | Jean de Florette                                           | Claude Berri         | Claude Berri                                                  | França, Suïssa, Itàlia       |
| 1988 | Cry Freedom                                                | Richard Attenborough | Richard Attenborough                                          | Regne Unit                   |
| 1988 | Esperança i glòria (Hope and Glory)                        | John Boorman         | John Boorman                                                  | Regne Unit                   |
| 1988 | Dies de ràdio (Radio Days)                                 | Woody Allen          | Robert Greenhut                                               | Estats Units                 |
| 1989 | L'últim emperador (The Last Emperor)                       | Bernardo Bertolucci  | Jeremy Thomas i Bernardo Bertolucci                           | França, Itàlia, Regne Unit   |
| 1989 | Au revoir les enfants                                      | Louis Malle          | Louis Malle                                                   | França, Alemanya             |
| 1989 | El festí de Babette (Babettes Gaestebud)                   | Gabriel Axel         | Just Betzer, Bo Christensen                                   | Dinamarca                    |
| 1989 | Un peix anomenat Wanda (A Fish Called Wanda)               | Charles Crichton     | Michael Shamberg                                              | Estats Units, Regne Unit     |

### Dècada del 1990
| Any  | Pel·lícula                                                 | Direcció             | Producció                                                                    | País                              |
| ---- | ---------------------------------------------------------- | -------------------- | ---------------------------------------------------------------------------- | --------------------------------- |
| 1990 | El club dels poetes morts (Dead Poets Society)             | Peter Weir           | Steven Haft, Paul Junger Witt i Tony Thomas                                  | Estats Units                      |
| 1990 | My Left Foot                                               | Jim Sheridan         | Noel Pearson                                                                 | Irlanda, Regne Unit               |
| 1990 | Shirley Valentine                                          | Lewis Gilbert        | Lewis Gilbert                                                                | Regne Unit, Estats Units          |
| 1990 | Quan en Harry va trobar la Sally (When Harry Met Sally...) | Rob Reiner           | Rob Reiner, Andrew Scheinman                                                 | Estats Units                      |
| 1991 | Un dels nostres (Goodfellas)                               | Martin Scorsese      | Robert Chartoff i Irwin Winkler                                              | Estats Units                      |
| 1991 | Delictes i faltes (Crimes and misdemeanors)                | Woody Allen          | Robert Greenhut                                                              | Estats Units                      |
| 1991 | Tot passejant Miss Daisy (Driving Miss Daisy)              | Bruce Beresford      | Lili Fini Zanuck, Richard D. Zanuck                                          | Regne Unit, Estats Units          |
| 1991 | Pretty Woman                                               | Garry Marshall       | Arnon Milchan, Steven Reuther                                                | Estats Units                      |
| 1992 | The Commitments                                            | Alan Parker          | Lynda Myles i Roger Randall-Cutler                                           | Irlanda, Regne Unit, Estats Units |
| 1992 | Ballant amb llops (Dances with Wolves)                     | Kevin Costner        | Kevin Costner, Jim Wilson                                                    | Estats Units                      |
| 1992 | El silenci dels anyells (The Silence of the Lambs)         | Jonathan Demme       | Ron Bozman, Edward Saxon, Kenneth Utt                                        | Estats Units                      |
| 1992 | Thelma i Louise (Thelma & Louise                           | Ridley Scott         | Mimi Polk                                                                    | Estats Units                      |
| 1993 | Retorn a Howards End (Howards End)                         | James Ivory          | Ismail Merchant                                                              | Regne Unit, Japó                  |
| 1993 | Joc de llàgrimes (The Crying Game)                         | Neil Jordan          | Stephen Woolley                                                              | Regne Unit, Japó                  |
| 1993 | El joc de Hollywood (The Player)                           | Robert Altman        | David Brown, Michael Tolkin, Nick Wechsler                                   | Estats Units                      |
| 1993 | L'amor és a l'aire (Strictly Ballroom)                     | Baz Luhrmann         | Tristram Miall                                                               | Austràlia                         |
| 1993 | Sense perdó (Unforgiven)                                   | Clint Eastwood       | Clint Eastwood                                                               | Estats Units                      |
| 1994 | La llista de Schindler (Schindler's List)                  | Steven Spielberg     | Branko Lustig, Gerald R. Molen i Steven Spielberg                            | Estats Units                      |
| 1994 | El piano (The Piano)                                       | Jane Campion         | Jan Chapman                                                                  | Austràlia, Nova Zelanda, França   |
| 1994 | El que queda del dia (The Remains of The Day)              | James Ivory          | John Calley, Ismail Merchant, Mike Nichols, James Ivory                      | Regne Unit, Estats Units          |
| 1994 | Shadowlands                                                | Richard Attenborough | Richard Attenborough, Brian Eastman                                          | Regne Unit                        |
| 1995 | Quatre bodes i un funeral (Four Weddings and a Funeral)    | Mike Newell          | Duncan Kenworthy                                                             | Regne Unit                        |
| 1995 | Forrest Gump                                               | Robert Zemeckis      | Wendy Finerman, Steve Starkey, Steve Tisch                                   | Estats Units                      |
| 1995 | Pulp Fiction                                               | Quentin Tarantino    | Lawrence Bender                                                              | Estats Units                      |
| 1995 | Quiz Show                                                  | Robert Redford       | Michael Jacobs, Julian Krainin, Michael Nozik                                | Estats Units                      |
| 1996 | Sentit i sensibilitat (Sense and Sensibility)              | Ang Lee              | Lindsay Doran                                                                | Estats Units, Regne Unit          |
| 1996 | Sospitosos habituals (The Usual Suspects)                  | Bryan Singer         | Michael McDonnell                                                            | Estats Units                      |
| 1996 | Babe, el porquet valent (Babe)                             | Chris Noonan         | Bill Miller, George Miller, Doug Mitchell                                    | Austràlia, Estats Units           |
| 1996 | La follia del rei George (The Madness of King George)      | Nicholas Hytner      | Stephen Evans, David Parfitt                                                 | Regne Unit                        |
| 1997 | El pacient anglès (The English Patient)                    | Anthony Minghella    | Saul Zaentz                                                                  | Estats Units, Regne Unit          |
| 1997 | Fargo                                                      | Joel Coen            | Ethan Coen                                                                   | Estats Units                      |
| 1997 | Secrets i mentides (Secrets and Lies)                      | Mike Leigh           | Simon Channing-Williams                                                      | França, Regne Unit                |
| 1997 | Shine                                                      | Scott Hicks          | Jane Scott                                                                   | Austràlia                         |
| 1998 | The Full Monty                                             | Peter Cattaneo       | Uberto Pasolini                                                              | Regne Unit                        |
| 1998 | L.A. Confidential                                          | Curtis Hanson        | Curtis Hanson, Arnon Milchan, Michael Nathanson                              | Estats Units                      |
| 1998 | Mrs. Brown                                                 | John Madden          | Sarah Curtis                                                                 | Regne Unit, Irlanda, Estats Units |
| 1998 | Titanic                                                    | James Cameron        | James Cameron, Jon Landau                                                    | Estats Units                      |
| 1999 | Shakespeare in Love                                        | John Madden          | Donna Gigliotti, Marc Norman, David Parfitt, Harvey Weinstein i Edward Zwick | Estats Units, Regne Unit          |
| 1999 | Elisabet (Elizabeth)                                       | Shekhar Kapur        | Tim Bevan, Eric Fellner, Alison Owen                                         | Regne Unit                        |
| 1999 | Salvem el soldat Ryan (Saving Private Ryan)                | Steven Spielberg     | Ian Bryce, Mark Gordon, Gary Levinsohn, Steven Spielberg                     | Estats Units                      |
| 1999 | The Truman Show                                            | Peter Weir           | Edward S. Feldman, Andrew Niccol, Scott Rudin, Adam Schroeder                | Estats Units                      |

### Dècada del 2000
| Any  | Pel·lícula                                                                                         | Direcció                         | Producció                                                   | País                                                              |
| ---- | -------------------------------------------------------------------------------------------------- | -------------------------------- | ----------------------------------------------------------- | ----------------------------------------------------------------- |
| 2000 | American Beauty                                                                                    | Sam Mendes                       | Bruce Cohen i Dan Jinks                                     | Estats Units                                                      |
| 2000 | East Is East                                                                                       | Damien O'Donnell                 | Leslee Udwin                                                | Regne Unit                                                        |
| 2000 | El final de l'idil·li (The End of the Affair)                                                      | Neil Jordan                      | Neil Jordan, Stephen Woolley                                | Regne Unit, Estats Units                                          |
| 2000 | El sisè sentit (The Sixth Sense)                                                                   | M. Night Shyamalan               | Frank Marshall, Kathleen Kennedy, Barry Mendel              | Estats Units                                                      |
| 2000 | L'enginyós senyor Ripley (The Talented Mr. Ripley)                                                 | Anthony Minghella                | William Horberg, Tom Sternberg                              | Estats Units                                                      |
| 2001 | Gladiator                                                                                          | Ridley Scott                     | David Franzoni, Branko Lustig i Douglas Wick                | Regne Unit, Estats Units                                          |
| 2001 | Gairebé famosos (Almost Famous)                                                                    | Cameron Crowe                    | Ian Bryce, Cameron Crowe                                    | Estats Units                                                      |
| 2001 | Billy Elliot                                                                                       | Stephen Daldry                   | Greg Brenman, Jon Finn                                      | Regne Unit, França                                                |
| 2001 | Erin Brockovich                                                                                    | Steven Soderbergh                | Danny DeVito, Michael Shamberg, Stacey Sher                 | Estats Units                                                      |
| 2001 | Tigre i drac (Crouching Tiger, Hidden Dragon / Wò hǔ cáng lóng)                                    | Ang Lee                          | Hsu Li Kong, Bill Kong, Ang Lee                             | Taiwan, Hong Kong, Estats Units, Xina                             |
| 2002 | El Senyor dels Anells: La Germandat de l'Anell (The Lord of the Rings: The Fellowship of the Ring) | Peter Jackson                    | Peter Jackson, Barrie M. Osborne, Tim Sanders i Fran Walsh  | Nova Zelanda, Estats Units                                        |
| 2002 | Una ment meravellosa (A Beautiful Mind)                                                            | Ron Howard                       | Brian Grazer, Ron Howard                                    | Estats Units                                                      |
| 2002 | Amélie (Le Fabuleux Destin d'Amélie Poulain)                                                       | Jean-Pierre Jeunet               | Jean-Marc Deschamps, Claudie Ossard                         | França, Alemanya                                                  |
| 2002 | Moulin Rouge!                                                                                      | Baz Luhrmann                     | Fred Baron, Martin Brown, Baz Luhrmann                      | Austràlia, Estats Units                                           |
| 2002 | Shrek                                                                                              | Andrew Adamson, Vicky Jenson     | Jeffrey Katzenberg, Aron Warner, John H. Williams           | Estats Units                                                      |
| 2003 | El pianista (The Pianist)                                                                          | Roman Polanski                   | Robert Benmussa, Roman Polanski i Alain Sarde               | França, Alemanya, Regne Unit, Polònia                             |
| 2003 | Chicago                                                                                            | Rob Marshall                     | Martin Richards                                             | Estats Units, Alemanya                                            |
| 2003 | Gangs of New York                                                                                  | Martin Scorsese                  | Alberto Grimaldi, Harvey Weinstein                          | Estats Units, Alemanya, Itàlia, Regne Unit, Països Baixos         |
| 2003 | Les hores (The Hours)                                                                              | Stephen Daldry                   | Robert Fox, Scott Rudin                                     | Estats Units                                                      |
| 2003 | El Senyor dels Anells: Les dues torres (The Lord of the Rings: The Two Towers)                     | Peter Jackson                    | Peter Jackson, Barrie M. Osborne, Fran Walsh                | Nova Zelanda, Estats Units                                        |
| 2004 | El Senyor dels Anells: El retorn del rei (The Lord of the Rings: The Return of the King)           | Peter Jackson                    | Peter Jackson, Barrie M. Osborne i Fran Walsh               | Estats Units, Nova Zelanda                                        |
| 2004 | Big Fish                                                                                           | Tim Burton                       | Bruce Cohen, Dan Jinks, Richard D. Zanuck                   | Estats Units                                                      |
| 2004 | Cold Mountain                                                                                      | Anthony Minghella                | Albert Berger, William Horberg, Sydney Pollack, Ron Yerxa   | Estats Units, Regne Unit                                          |
| 2004 | Lost in Translation                                                                                | Sofia Coppola                    | Sofia Coppola, Ross Katz                                    | Estats Units, Japó                                                |
| 2004 | Master and Commander: The Far Side of the World                                                    | Peter Weir                       | Samuel Goldwyn, Jr., Duncan Henderson, Peter Weir           | Estats Units                                                      |
| 2005 | L'aviador (The Aviator)                                                                            | Martin Scorsese                  | Sandy Climan, Charles Evans Jr., Graham King i Michael Mann | Estats Units, Alemanya                                            |
| 2005 | Diarios de motocicleta                                                                             | Walter Salles                    | Michael Nozik, Edgard Tenenbaum, Karen Tenkhoff             | Estats Units, Alemanya, Regne Unit, Argentina, Xile, Perú, França |
| 2005 | Eternal Sunshine of the Spotless Mind                                                              | Michel Gondry                    | Anthony Bregman, Steve Golin                                | Estats Units                                                      |
| 2005 | Descobrir el País de Mai Més (Finding Neverland)                                                   | Marc Forster                     | Nellie Bellflower, Richard N. Gladstein                     | Regne Unit, Estats Units                                          |
| 2005 | El secret de Vera Drake (Vera Drake)                                                               | Mike Leigh                       | Simon Channing-Williams, Alain Sarde                        | Regne Unit, França, Nova Zelanda                                  |
| 2006 | Brokeback Mountain                                                                                 | Ang Lee                          | Diana Ossana i James Schamus                                | Estats Units                                                      |
| 2006 | Capote                                                                                             | Bennett Miller                   | Caroline Baron, Michael Ohoven, William Vince               | Estats Units, Canadà                                              |
| 2006 | The Constant Gardener                                                                              | Fernando Meirelles               | Simon Channing Williams                                     | Alemanya, Regne Unit                                              |
| 2006 | Crash                                                                                              | Paul Haggis                      | Don Cheadle, Cathy Schulman, Bob Yari                       | Estats Units                                                      |
| 2006 | Bona nit i bona sort (Good Night, and Good Luck.)                                                  | George Clooney                   | Grant Heslov                                                | Estats Units                                                      |
| 2007 | La reina (The Queen)                                                                               | Stephen Frears                   | Tracey Seaward, Christine Langan i Andy Harries             | Regne Unit, França, Itàlia                                        |
| 2007 | Babel                                                                                              | Alejandro González Iñárritu      | Alejandro González Iñárritu, Jon Kilik, Steve Golin         | Estats Units, Marroc, Mèxic                                       |
| 2007 | Infiltrats (The Departed)                                                                          | Martin Scorsese                  | Brad Pitt, Brad Grey, Graham King                           | Estats Units                                                      |
| 2007 | The Last King of Scotland                                                                          | Kevin Macdonald                  | Andrea Calderwood, Lisa Bryer, Charles Steel                | Estats Units, Regne Unit                                          |
| 2007 | Petita Miss Sunshine (Little Miss Sunshine)                                                        | Jonathan Dayton, Valerie Faris   | David T. Friendly, Peter Saraf, Marc Turtletaub             | Estats Units                                                      |
| 2008 | Expiació (Atonement)                                                                               | Joe Wright                       | Tim Bevan, Eric Fellner i Paul Webster                      | Regne Unit, França                                                |
| 2008 | American Gangster                                                                                  | Ridley Scott                     | Brian Grazer, Ridley Scott                                  | Estats Units                                                      |
| 2008 | La vida dels altres (Das Leben der Anderen)                                                        | Florian Henckel von Donnersmarck | Quirin Berg, Max Wiedemann                                  | Alemanya                                                          |
| 2008 | No Country for Old Men                                                                             | Ethan Coen, Joel Coen            | Ethan Coen, Joel Coen, Scott Rudin                          | Estats Units                                                      |
| 2008 | Pous d'ambició (There Will Be Blood)                                                               | Paul Thomas Anderson             | JoAnne Sellar, Daniel Lupi                                  | Estats Units                                                      |
| 2009 | Slumdog Millionaire                                                                                | Danny Boyle i Loveleen Tandan    | Christian Colson                                            | Regne Unit                                                        |
| 2009 | El curiós cas de Benjamin Button (The Curious Case of Benjamin Button)                             | David Fincher                    | Kathleen Kennedy, Frank Marshall, Ray Stark                 | Estats Units                                                      |
| 2009 | Frost/Nixon                                                                                        | Ron Howard                       | Ron Howard, Brian Grazer, Tim Bevan, Eric Fellner           | Regne Unit, Estats Units                                          |
| 2009 | Em dic Harvey Milk (Milk)                                                                          | Gus Van Sant                     | Dan Jinks, Bruce Cohen                                      | Estats Units                                                      |
| 2009 | El lector (The Reader)                                                                             | Stephen Daldry                   | Anthony Minghella, Sydney Pollack, Scott Rudin              | Regne Unit, Alemanya                                              |

### Dècada del 2010
| Any  | Pel·lícula                                                    | Direcció                    | Producció                                                                              | País                                |
| ---- | ------------------------------------------------------------- | --------------------------- | -------------------------------------------------------------------------------------- | ----------------------------------- |
| 2010 | En terra hostil (The Hurt Locker)                             | Kathryn Bigelow             | Kathryn Bigelow, Mark Boal, Nicolas Chartier i Greg Shapiro                            | Estats Units                        |
| 2010 | Avatar                                                        | James Cameron               | James Cameron, Jon Landau                                                              | Estats Units                        |
| 2010 | Una educació (An Education)                                   | Lone Scherfig               | Finola Dwyer, Amanda Posey                                                             | Regne Unit                          |
| 2010 | Precious                                                      | Lee Daniels                 | Lee Daniels, Sarah Siegel-Magness, Gary Magness                                        | Estats Units                        |
| 2010 | Up in the Air                                                 | Jason Reitman               | Ivan Reitman, Jason Reitman, Daniel Dubiecki                                           | Estats Units                        |
| 2011 | El discurs del rei (The King's Speech)                        | Tom Hooper                  | Tom Hooper, Iain Canning, Emile Sherman i Gareth Unwin                                 | Regne Unit                          |
| 2011 | El cigne negre (Black Swan)                                   | Darren Aronofsky            | Darren Aronofsky, Scott Franklin, Mike Medavoy, Arnold Messer, Brian Oliver            | Estats Units                        |
| 2011 | Origen (Inception)                                            | Christopher Nolan           | Christopher Nolan, Emma Thomas                                                         | Estats Units                        |
| 2011 | La xarxa social (The Social Network)                          | David Fincher               | David Fincher, Scott Rudin, Dana Brunetti, Michael De Luca, Ceán Chaffin, Kevin Spacey | Estats Units                        |
| 2011 | True Grit                                                     | Joel Coen, Ethan Coen       | Joel Coen, Ethan Coen, Scott Rudin, Steven Spielberg                                   | Estats Units                        |
| 2012 | The Artist                                                    | Michel Hazanavicius         | Thomas Langmann                                                                        | França                              |
| 2012 | The Descendants                                               | Alexander Payne             | Alexander Payne, Jim Taylor, Jim Burke                                                 | Estats Units                        |
| 2012 | Drive                                                         | Nicolas Winding Refn        | Adam Siegel, Marc Platt                                                                | Estats Units                        |
| 2012 | The Help                                                      | Tate Taylor                 | Brunson Green, Chris Columbus, Michael Barnathan                                       | Estats Units                        |
| 2012 | El talp (Tinker Tailor Soldier Spy)                           | Tomas Alfredson             | Tim Bevan, Robyn Slovo, Eric Fellner                                                   | Regne Unit                          |
| 2013 | Argo                                                          | Ben Affleck                 | Grant Heslov, Ben Affleck i George Clooney                                             | Estats Units                        |
| 2013 | Els miserables (Les Misérables)                               | Tom Hooper                  | Tim Bevan, Eric Fellner, Debra Hayward, Cameron Mackintosh                             | Regne Unit                          |
| 2013 | La vida de Pi (Life of Pi)                                    | Ang Lee                     | Gil Netter, Ang Lee, David Womark                                                      | Estats Units, Canadà                |
| 2013 | Lincoln                                                       | Steven Spielberg            | Steven Spielberg, Kathleen Kennedy                                                     | Estats Units                        |
| 2013 | Zero Dark Thirty                                              | Kathryn Bigelow             | Mark Boal, Kathryn Bigelow, Megan Ellison                                              | Estats Units                        |
| 2014 | 12 anys d'esclavitud (12 Years a Slave)                       | Steve McQueen               | Brad Pitt, Anthony Katagas, Dede Gardner, Jeremy Kleiner i Steve McQueen               | Estats Units, Regne Unit            |
| 2014 | American Hustle                                               | David O. Russell            | Charles Roven, Richard Suckle, Megan Ellison, Jonathan Gordon                          | Estats Units                        |
| 2014 | Capità Phillips (Captain Phillips)                            | Paul Greengrass             | Scott Rudin, Dana Brunetti, Michael De Luca                                            | Estats Units                        |
| 2014 | Gravity                                                       | Alfonso Cuarón              | Alfonso Cuarón, David Heyman                                                           | Estats Units, Regne Unit            |
| 2014 | Philomena                                                     | Stephen Frears              | Gabrielle Tana, Steve Coogan, Tracey Seaward                                           | Regne Unit                          |
| 2015 | Boyhood                                                       | Richard Linklater           | Richard Linklater, Jonathan Sehring, John Sloss i Cathleen Sutherland                  | Estats Units                        |
| 2015 | Birdman                                                       | Alejandro González Iñárritu | Alejandro González Iñárritu, John Lesher, James W. Skotchdopole, Arnon Milchan         | Estats Units, Canada                |
| 2015 | The Grand Budapest Hotel                                      | Wes Anderson                | Wes Anderson, Scott Rudin, Steven Rales, Jeremy Dawson                                 | Regnge Unit, Alemanya, Estats Units |
| 2015 | The Imitation Game (Desxifrant l'Enigma) (The Imitation Game) | Morten Tyldum               | Nora Grossman, Ido Ostrowsky, Teddy Schwarzman                                         | Regne Unit                          |
| 2015 | The Theory of Everything                                      | James Marsh                 | Tim Bevan, Eric Fellner, Lisa Bruce, Anthony McCarten                                  | Regne Unit                          |
| 2016 | The Revenant                                                  | Alejandro González Iñárritu | Steve Golin, Alejandro González Iñárritu, Arnon Milchan, Mary Parent i Keith Redmon    | Estats Units                        |
| 2016 | The Big Short                                                 | Adam McKay                  | Dede Gardner, Jeremy Kleiner, Brad Pitt                                                | Estats Units                        |
| 2016 | Bridge of Spies                                               | Steven Spielberg            | Kristie Macosko Krieger, Marc Platt, Steven Spielberg                                  | Estats Units                        |
| 2016 | Carol                                                         | Todd Haynes                 | Elizabeth Karlsen, Christine Vachon, Stephen Woolley                                   | Regne Unit, Estats Units            |
| 2016 | Spotlight                                                     | Tom McCarthy                | Blye Pagon Faust, Steve Golin, Nicole Rocklin, Michael Sugar                           | Estats Units                        |
| 2017 | La La Land                                                    | Damien Chazelle             | Fred Berger, Jordan Horowitz i Marc Platt                                              | Estats Units                        |
| 2017 | Arrival                                                       | Denis Villeneuve            | Dan Levine, Shawn Levy, David Linde, Aaron Ryder                                       | Estats Units                        |
| 2017 | Jo, Daniel Blake (I, Daniel Blake)                            | Ken Loach                   | Rebecca O'Brien                                                                        | Regne Unit                          |
| 2017 | Manchester by the Sea                                         | Kenneth Lonergan            | Lauren Beck, Matt Damon, Chris Moore, Kimberly Steward, Kevin J. Walsh                 | Estats Units                        |
| 2017 | Moonlight                                                     | Barry Jenkins               | Dede Gardner, Jeremy Kleiner, Adele Romanski                                           | Estats Units                        |
| 2018 | Three Billboards Outside Ebbing, Missouri                     | Martin McDonagh             | Graham Broadbent, Pete Czernin i Martin McDonagh                                       | Estats Units, Regne Unit            |
| 2018 | Digue'm pel teu nom (Call Me by Your Name)                    | Luca Guadagnino             | Emilie Georges, Luca Guadagnino, Marco Morabito, Peter Spears                          | Itàlia, Estats Units, França        |
| 2018 | Darkest Hour                                                  | Joe Wright                  | Tim Bevan, Lisa Bruce, Eric Fellner, Anthony McCarten, Douglas Urbanski                | Regne Unit                          |
| 2018 | Dunkerque (Dunkirk)                                           | Christopher Nolan           | Christopher Nolan, Emma Thomas                                                         | Regne Unit, Estats Units            |
| 2018 | The Shape of Water                                            | Guillermo del Toro          | Guillermo del Toro, J. Miles Dale                                                      | Estats Units                        |
| 2019 | Roma                                                          | Alfonso Cuarón              | Alfonso Cuarón, Gabriela Rodríguez i Nicolas Celis                                     | Mèxic                               |
| 2019 | Infiltrat en el KKKlan (BlacKkKlansman)                       | Spike Lee                   | Jason Blum, Spike Lee, Raymond Mansfield, Sean McKittrick, Jordan Peele, Shaun Redick  | Estats Units                        |
| 2019 | The Favourite                                                 | Yorgos Lanthimos            | Cecil Dempsey, Ed Guiney, Lee Magiday, Yorgos Lanthimos                                | Regne Unit, Estats Units            |
| 2019 | Green Book                                                    | Peter Farrelly              | Jim Burke, Brian Hayes Currie, Peter Farrelly, Nick Vallelonga, Charles B. Wessler     | Estats Units                        |
| 2019 | A Star Is Born                                                | Bradley Cooper              | Bill Gerber, Lynette Howell Taylor                                                     | Estats Units                        |

### Dècada del 2020
| Any                                           | Pel·lícula                                                      | Direcció                                                   | Producció                                                                      | País                                                      |
| --------------------------------------------- | --------------------------------------------------------------- | ---------------------------------------------------------- | ------------------------------------------------------------------------------ | --------------------------------------------------------- |
| 2020                                          | 1917                                                            | Sam Mendes                                                 | Pippa Harris, Callum McDougall, Sam Mendes i Jayne-Ann Tenggren                | Regne Unit, Estats Units                                  |
| 2020                                          | The Irishman                                                    | Martin Scorsese                                            | Robert De Niro, Jane Rosenthal, Martin Scorsese, Emma Tillinger Koskoff        | Estats Units                                              |
| 2020                                          | Joker                                                           | Todd Phillips                                              | Bradley Cooper, Todd Phillips, Emma Tillinger Koskoff                          | Estats Units                                              |
| 2020                                          | Once Upon a Time in Hollywood                                   | Quentin Tarantino                                          | David Heyman, Shannon McIntosh, Quentin Tarantino                              | Estats Units, Regne Unit                                  |
| 2020                                          | Paràsits (Parasite / Gisaengchoong)                             | Bong Joon-ho                                               | Bong Joon-ho, Kwak Sin-ae                                                      | Corea del Sud                                             |
| 2021                                          | Nomadland                                                       | Chloé Zhao                                                 | Frances McDormand, Peter Spears, Mollye Asher, Dan Janvey i Chloé Zhao         | Estats Units                                              |
| 2021                                          | El pare (The Father)                                            | Florian Zeller                                             | David Parfitt, Jean-Louis Livi, Philippe Carcassonne                           | Regne Unit                                                |
| 2021                                          | The Mauritanian                                                 | Kevin Macdonald                                            | Adam Ackland, Leah Clarke, Christine Holder, Beatriz Levin, Lloyd Levin        | Regne Unit, Estats Units                                  |
| 2021                                          | Promising Young Woman                                           | Emerald Fennell                                            | Josey McNamara, Ben Browning, Ashley Fox, Emerald Fennell                      | Estats Units                                              |
| 2021                                          | The Trial of the Chicago 7                                      | Aaron Sorkin                                               | Stuart M. Besser, Marc Platt                                                   | Estats Units                                              |
| 2022                                          | The Power of the Dog                                            | Jane Campion                                               | Jane Campion, Iain Canning, Roger Frappier, Tanya Seghatchian i Emile Sherman  | Austràlia, Nova Zelanda, Estats Units, Regne Unit, Canadà |
| 2022                                          | Belfast                                                         | Kenneth Branagh                                            | Laura Berwick, Kenneth Branagh, Becca Kovacik, Tamar Thomas                    | Regne Unit                                                |
| 2022                                          | Don't Look Up                                                   | Adam McKay                                                 | Adam McKay, Kevin Messick                                                      | Estats Units                                              |
| 2022                                          | Dune                                                            | Denis Villeneuve                                           | Mary Parent, Cayle Boyter, Denis Villeneuve                                    | Estats Units                                              |
| 2022                                          | Licorice Pizza                                                  | Paul Thomas Anderson                                       | Sara Murphy, Paul Thomas Anderson, Adam Somner                                 | Estats Units, Canadà                                      |
| 2023                                          | Res de nou a l'oest (Im Westen nichts Neues)                    | Edward Berger                                              | Malte Grunert                                                                  | Alemanya, Estats Units                                    |
| 2023                                          | The Banshees of Inisherin                                       | Martin McDonagh                                            | Graham Broadbent, Peter Czernin, Martin McDonagh                               | Irlanda, Regne Unit, Estats Units                         |
| 2023                                          | Elvis                                                           | Baz Luhrmann                                               | Gail Berman, Baz Luhrmann, Catherine Martin, Patrick McCormick, Schuyler Weiss | Austràlia, Estats Units                                   |
| 2023                                          | Tot a la vegada a tot arreu (Everything Everywhere All at Once) | Daniel Kwan, Daniel Scheinert                              | Daniel Kwan, Daniel Scheinert, Jonathan Wang                                   | Estats Units                                              |
| 2023                                          | Tár                                                             | Todd Field                                                 | Todd Field, Scott Lambert, Alexandra Milchan                                   | Estats Units, Alemanya                                    |
| 2024                                          |                                                                 |                                                            |                                                                                |                                                           |
| Oppenheimer                                   | Christopher Nolan                                               | Christopher Nolan, Charles Roven, Emma Thomas              | Estats Units                                                                   |                                                           |
| Anatomia d'una caiguda (Anatomie d'une chute) | Justine Triet                                                   | Marie-Ange Luciani, David Thion                            | França                                                                         |                                                           |
| The Holdovers                                 | Alexander Payne                                                 | Mark Johnson                                               | Estats Units                                                                   |                                                           |
| Killers of the Flower Moon                    | Martin Scorsese                                                 | Dan Friedkin, Daniel Lupi, Martin Scorsese, Bradley Thomas | Estats Units                                                                   |                                                           |
| Poor things                                   | Iorgos Lànthimos                                                | Ed Guiney, Iorgos Lànthimos, Andrew Lowe, Emma Stone       | Irlanda, Regne Unit, Estats Units                                              |                                                           |